# C/1945 X1 (du Toit)
C/1945 X1 (du Toit) ist ein Komet, der im Jahr 1945 beobachtet wurde. Er gehört zur Kreutz-Gruppe der sonnenstreifenden Kometen.

## Entdeckung und Beobachtung
Der Komet wurde von Daniel du Toit am Harvard College Observatorium in Bloemfontein kurz nach Mitternacht am 11. Dezember 1945 entdeckt. Er schätzte seine Helligkeit zu 7 mag. Es gelangen ihm darüber hinaus nur vier weitere Beobachtungen jeweils in den folgenden vier Nächten, währenddessen sich der Komet rasch auf die Sonne zubewegte.
Anfang Januar 1946 berechnete Leland E. Cunningham aus den Beobachtungsdaten du Toits eine vorläufige Umlaufbahn, wonach der Komet um Mitternacht 27./28. Dezember 1945 von der Erde aus gesehen hinter der Sonne vorbeigegangen sein musste und kurz davor und danach „ein brillantes Objekt für das bloße Auge“ gewesen sein sollte. Die nachträgliche Suche auf koronographischen Aufnahmen von diesen Tagen zeigte aber keine Anzeichen des Kometen. Auch eine Suche nach dem Kometen an den von Cunningham vorausberechneten Positionen während des Januars 1946 blieb ohne Erfolg.
Es ist nicht sicher, ob der Komet seine Annäherung an die Sonne nicht überstand oder ob nur seine geringe Helligkeit der Grund dafür war, dass er nicht am Taghimmel neben der Sonne oder später auf seiner weiteren Bahn gesehen wurde.
Der Komet erreichte eine maximale Helligkeit von 7 mag.

## Wissenschaftliche Auswertung
Durch die wenigen Beobachtungen des Kometen, die nur innerhalb eines kurzen Zeitintervalls stattfanden, war es immer schwierig, Bahnelemente für den Kometen abzuleiten. Nach den erwähnten ersten Berechnungen durch Cunningham dauerte es zunächst sieben Jahre, bis die Photoplatten mit den Aufnahmen des Kometen von Albert Gray Mowbray exakt ausgemessen wurden. In einer ersten Untersuchungen ermittelte Brian Marsden daraus 1967 zunächst mehrere mögliche parabolische Umlaufbahnen, die eine große Ähnlichkeit mit denen der Kometen C/1882 R1 und C/1965 S1 aufwiesen. In seinem „Catalogue of Cometary Orbits“ gab er 1986 noch einmal leicht veränderte Werte an, die auch in der Infobox genannt sind. In einer weiteren Untersuchung 1989 leitete Marsden unter gewissen Randbedingungen auch elliptische Bahnelemente ab.
Bereits im 19. Jahrhundert waren mehrere Große Kometen erschienen, die ähnlich nahe an der Sonne vorübergingen wie der Komet du Toit. Die Sonnenstreifer wurden von 1888 bis 1901 sehr intensiv von Heinrich Kreutz untersucht, der vermutete, dass alle Mitglieder der später nach ihm benannten Kometengruppe von einem ursprünglichen Körper abstammten, der bei seinem Vorbeigang an der Sonne zerbrochen sei. Er identifizierte die Kometen C/1843 D1, C/1880 C1, C/1882 R1 und C/1887 B1, die sich alle in sehr ähnlichen Umlaufbahnen bewegen, als mögliche Mitglieder der Gruppe und auch im 20. Jahrhundert erschienen nach dem Kometen du Toit noch weitere Gruppenmitglieder in Gestalt der Kometen C/1963 R1, C/1965 S1 und C/1970 K1.
Marsden hatte bereits 1967 die Bahnen der bis dahin bekannten Kometen der Kreutz-Gruppe untersucht und gezeigt, dass deren Mitglieder in zwei Untergruppen aufgeteilt werden können. Er konnte als so gut wie erwiesen ableiten, dass die Kometen der Kreutz-Gruppe Bruchstücke eines gemeinsamen Ursprungskometen gewesen sein mussten, der zuvor vermutlich in der ersten Hälfte des 12. Jahrhunderts an der Sonne vorbeigegangen war. Ob dies der bekannte Komet X/1106 C1 war, ließ sich aber zunächst nicht belegen. In der Folge gab es viele Versuche, die möglichen Zerfallsprozesse und resultierenden Bahnen der Sonnenstreifer theoretisch zu erfassen, insbesondere durch Zdenek Sekanina und andere.
In weiteren sehr umfangreichen Untersuchungen wurden von Sekanina und Chodas neue Theorien über Ursprung und Entwicklung der Kreutz-Kometengruppe entwickelt, die derzeit den aktuellen Wissensstand wiedergeben. Demnach kann nach dem Modell der zwei Superfragmente davon ausgegangen werden, dass alle Sonnenstreifer der Kreutz-Gruppe von einem sehr großen Vorgängerkometen mit nahezu 100 km Durchmesser abstammen, der möglicherweise im späten 4. Jahrhundert oder frühen 5. Jahrhundert einige Jahrzehnte vor seinem damaligen Vorbeigang an der Sonne in zwei etwa gleich große Teile zerbrochen ist. Die beiden Superfragmente vollführten einen weiteren Umlauf um die Sonne und Superfragment I erschien wieder im Jahr 1106 als der berühmte Sonnenstreifer X/1106 C1. Superfragment II erschien nur wenige Jahre früher oder später, entging aber durch ungünstige Sichtungsbedingungen offenbar der Beobachtung, da es darüber keine Berichte gibt. Beide Superfragmente zerbrachen kurz nach ihrem damaligen extrem nahen Vorbeigang an der Sonne, innerlich geschädigt durch die enormen Gezeitenkräfte, erneut in weitere Bruchstücke (Kaskadierende Zersplitterung): Superfragment II zerfiel in fünf weitere Teile, die beiden größten davon erschienen später wieder als die Kometen C/1882 R1 und C/1965 S1, während die anderen drei Teile jeweils zu unterschiedlichen Zeitpunkten in weitere Fragmente zerfielen. Der Komet du Toit entstand möglicherweise um 1700 bei einem solchen Zerfallsvorgang.

## Umlaufbahn
Die folgenden Angaben beruhen auf den Bahnelementen, die 2004 von Sekanina und Chodas unter Verwendung moderner mathematischer Methoden und unter Berücksichtigung des gravitativen Einflusses aller Planeten und der relativistischen Effekte beim nahen Vorbeiflug des Kometen an der Sonne und unter bestimmten Randbedingungen ermittelt wurden („Forced elliptical solution“). Der Komet läuft danach auf einer langgestreckten elliptischen Umlaufbahn, die um rund 142° gegen die Ekliptik geneigt ist. Er bewegt sich damit im gegenläufigen Sinn (retrograd) wie die Planeten durch seine Bahn. Im sonnennächsten Punkt der Bahn (Perihel), den der Komet am 27. Dezember 1945 durchlaufen hat, befand er sich mit etwa 1,11 Mio. km Sonnenabstand nur etwa 0,6 Sonnenradien über deren Oberfläche. Bereits am 20. November war er in etwa 147,2 Mio. km am Mars vorbeigegangen und am 11. Dezember hatte er mit 0,62 AE/92,6 Mio. km Abstand seine größte Annäherung an die Erde erreicht. Falls der Komet die Annäherung an die Sonne überstanden hätte, wäre am 16. Januar 1946 eine zweite Annäherung an die Erde erfolgt, die mit 0,54 AE/80,5 Mio. km Abstand noch etwas näher stattgefunden hätte als die einen Monat zuvor.
Nach neueren Untersuchungen ist der Komet wahrscheinlich ein Bruchstück eines unbeobachteten Kometen, der in den ersten Jahren des 12. Jahrhunderts erschienen war. Nach den von Sekanina unter der Annahme eines solchen Ursprungs ermittelten Bahnelementen („Forced elliptical solution“) hatte seine Bahn möglicherweise einige Zeit vor der Passage des inneren Sonnensystems im Jahr 1945/46 noch eine Exzentrizität von etwa 0,99989 und eine Große Halbachse von etwa 89 AE, so dass seine Umlaufzeit bei etwa 840 Jahren lag.
Derzeit laufen weitere intensive Forschungen, um mehr Licht in das Schicksal dieses Kometen zu bringen. Dazu versuchen Sekanina und Kracht, aus den wenigen Beobachtungsdaten des Kometen und unter Berücksichtigung neuerer Erkenntnisse über die von SOHO in großer Zahl entdeckten sonnenstreifenden Kleinstkometen verbesserte Bahnelemente für den Kometen C/1945 X1 zu ermitteln, auch unter Berücksichtigung nicht-gravitativer Effekte. Mit diesen verbesserten Positionsdaten sollen historische Photoplatten auf weitere bisher unbekannte Beobachtungen des Kometen hin durchsucht werden. Neue Erkenntnisse in dieser Hinsicht würden es ermöglichen, die Stellung des Kometen in der Familie der Sonnenstreifer der Kreutz-Gruppe besser einzuordnen.